# Округ Лефлор (Мисисипи)
Лефлор (енгл. Leflore County) је округ у америчкој савезној држави Мисисипи.

## Демографија
По попису из 2010. године број становника је 32.317, што је 5.63 (-14,8%) становника мање него 2000. године.
| Група             | 2000.          | 2010.          |
| Белци             | 11.238 (29,6%) | 7.930 (24,5%)  |
| Афроамериканци    | 25.701 (67,7%) | 23.342 (72,2%) |
| Азијати           | 245 (0,6%)     | 184 (0,6%)     |
| Хиспаноамериканци | 720 (1,9%)     | 743 (2,3%)     |
| Укупно            | 37.947         | 32.317         |